# Rita Stang
Eleanor Margrethe "Rita" Stang (South Yarra, Victoria, 1 de junio de 1894–Melbourne, 18 de julio de 1978), fue una médica australiana, trabajó como médica responsable en escuelas de Australia Occidental y como consejera de salud infantil entre 1929 y 1955.

## Educación y primeros años
Eleanor Margrethe Stang nació en South Yarra, Victoria, el 1 de junio de 1894; fue la mayor de los hijos de Thomas Newbould Stang, médico del servicio público de salud, y Eleanor Bath Stang (Eastwood como apellido de soltera). Se educó en la Escuela Presbiteriana Femenina de Melbourne desde 1905, antes de comenzar sus estudios de medicina en la Universidad de Melbourne, de la cual se graduó en 1918. En 1927 recibió un Diploma de Salud Pública en dicha universidad.

## Trayectoria profesional

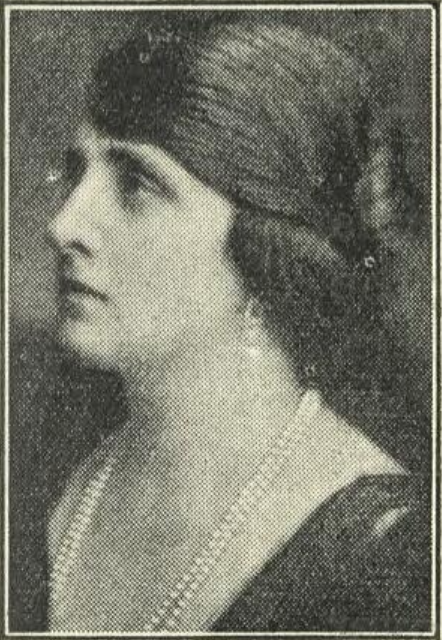
Stang en 1928

Después de su graduación, Stang trabajó junto a su marido como médico general en Port Fairy, en el sureste de Victoria.
Posteriormente trabajó como médica residente en hospitales públicos en Melbourne. En 1925 fue contratada para reemplazar a Roberta Jull como médica para escuelas en Australia Occidental, con un salario de £500 a £600 por año.
En julio de 1928, Stang realizó un viaje de intercambio a Inglaterra, donde trabajó como inspectora médica en el Ayuntamiento de Londres. Durante su estancia, estudió enseñanza teórica y y práctica sobre higiene, maternidad y bienestar del niño. También acudió a una conferencia sobre salud pública en Dublín representando a la Universidad de Australia Occidental, y actuó como delegada en el congreso de la Alianza Internacional de Mujeres para el Sufragio y la Igualdad ciudadana, celebrado en Berlín en junio de 1929.
Tras su regreso a Perth, Stang fue nombrada supervisora del área de salud infantil en el departamento de Bienestar infantil de Australia Occidental, además de mantener su papel como supervisora médica escolar.
En 1933 recibió el título de Licenciada en Medicina (ad eundum gradum) por la Universidad de Australia Occidental.
Stang impartió clases en Perth y en otras áreas del país y escribió artículos promoviendo la higiene, la crianza eficaz del niño y la inmunización frente a enfermedades. También promovió el establecimiento de clínicas preescolares en beneficio de la salud de los niños entre dos años y la edad escolar.
Stang se jubiló de sus dos puestos al servicio público en 1955, y regresó a Victoria (Australia), donde trabajó como locum tenens y como médico de a bordo.

## Vida personal
Stang se casó con Norman Arthur Albiston, compañero de profesión, en la Iglesia Metodista de Auburn, Hawthorn, el 10 de enero de 1919. No tuvieron hijos. Stang pidió el divorcio en 1927.
Rita Stang falleció en Melbourne el 18 de julio de 1978 y fue incinerada.